# Diplycosia commutata
Diplycosia commutata är en ljungväxtart som beskrevs av Herman Otto Sleumer. Diplycosia commutata ingår i släktet Diplycosia och familjen ljungväxter. Inga underarter finns listade i Catalogue of Life.